# Jos Pirkner
Josef (Jos) Pirkner (* 2. Dezember 1927 in Sillian/Osttirol) ist ein österreichischer Bildhauer.

## Leben

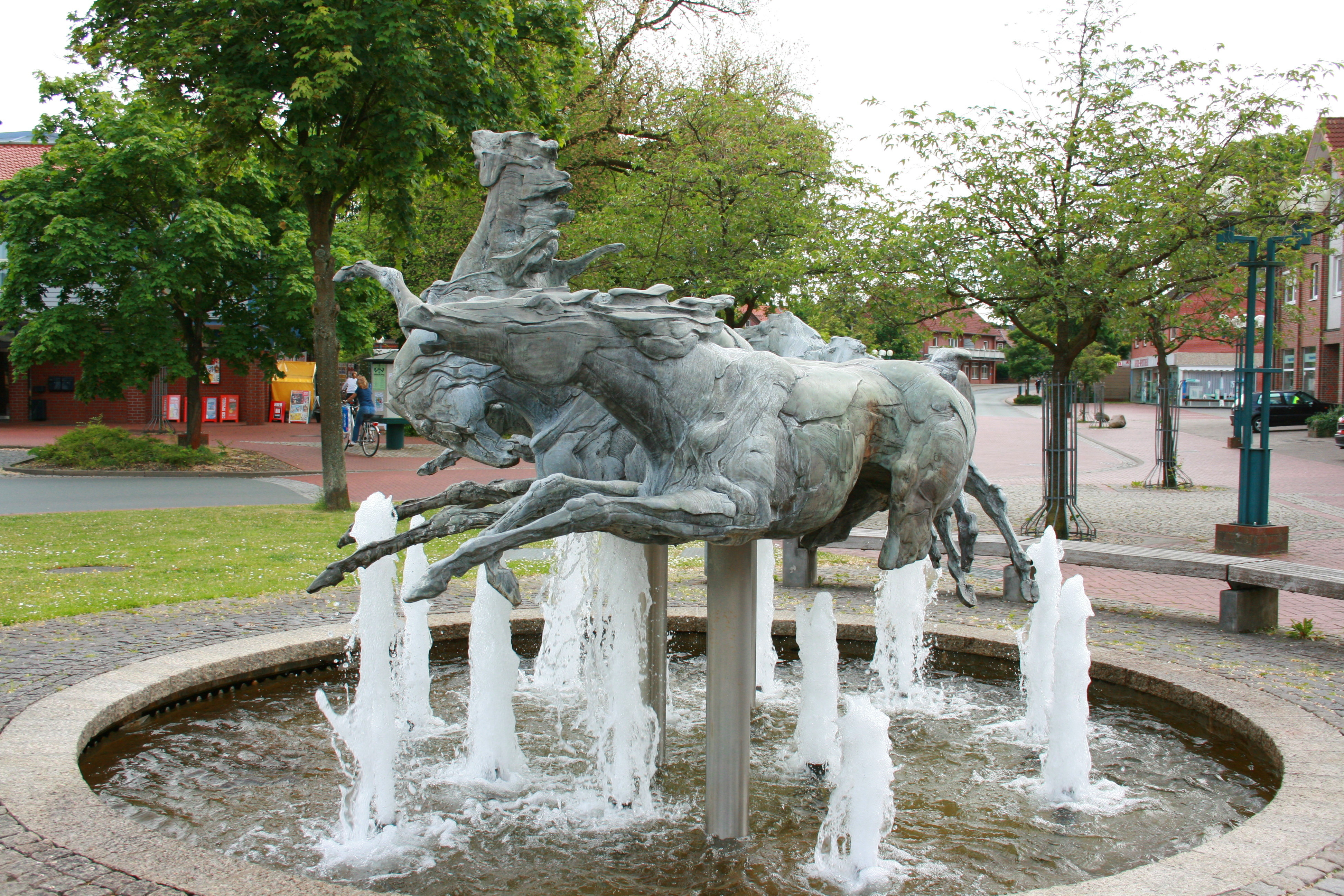
Niedersachsenbrunnen

Jos Pirkner besuchte zunächst die Kunstgewerbeschule in Klagenfurt, Kärnten. Von 1945 bis 1949 setzte er seine Ausbildung an der Bundeslehranstalt für das Baufach und Kunstgewerbe in Graz fort, wo er ein Schüler der Fachschulklasse für Gold- und Silberschmiede bei Georg Sieder war. Er absolvierte die Ausbildung mit Auszeichnung. Außerdem war er ein Privatschüler von Rudolf Reinhart in Salzburg, der ihn insbesondere in die Metallplastik einführte.
Danach ging Pirkner nach Holland, um mit dem Atelier Brom, einer bekannten Werkstatt für Gold- und Silberbildhauerei, zu arbeiten. Zudem besuchte er die Freie Akademie Utrecht. Er wohnte in Bilthoven (Provinz Utrecht) und eröffnete ein eigenes Atelier. Mit seinen Skulpturen in Silber, Bronze oder Glas hatte Pirkner rasch Erfolge in Europa und den USA. 1966 heiratete er eine Holländerin. Über 25 Jahre lebte er in den Niederlanden. 1978 kehrte er nach der Geburt seines Sohnes wieder nach Osttirol zurück, wo er seitdem in Tristach bei Lienz lebt und arbeitet.

## Werk

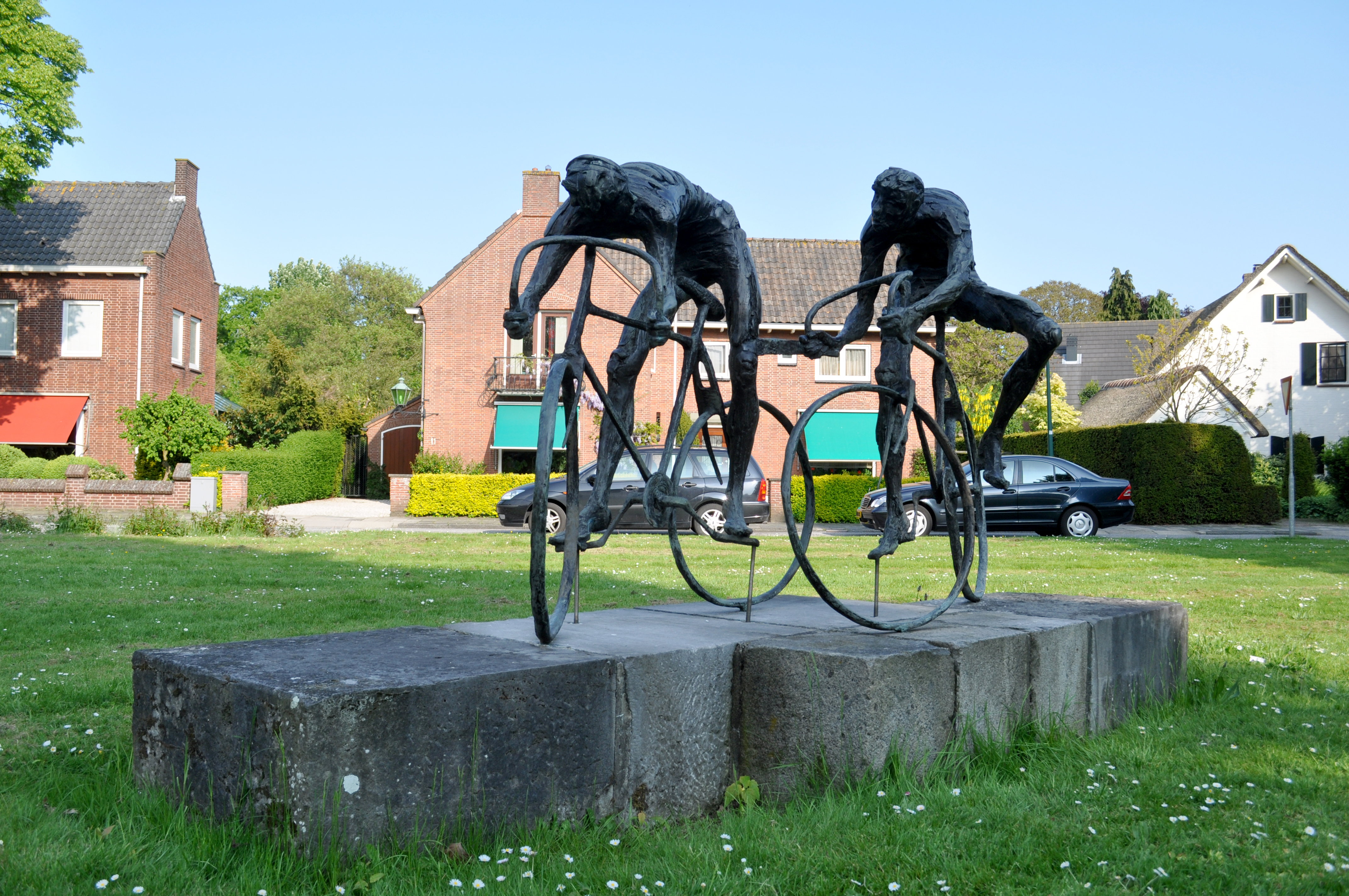
Radrennradfahrer, Ooostsingel Woerden, NL

Das Werk Pirkners behandelt zumeist menschliche Figuren. So gestaltete er Figuren für eine Brunnenanlage in Wattens, einen Brunnen am Sparkassenplatz in Innsbruck oder das Grab für Julien Green, der sich die Gestaltung seines Grabes durch Pirkner gewünscht hatte. Daneben beschäftigt sich der Künstler auch mit Skulpturen von Pferden und Stieren. So schuf er in Munster den Niedersachsenbrunnen der am 20. Oktober 1991 enthüllt wurde und mit acht Pferden, die die acht früheren selbständigen Gemeinden Munsters symbolisieren, als das bisher größte Kunstwerk in der Stadt gilt. 2014 vollendete Pirkner im Red Bull Headquarters in Fuschl am See (Land Salzburg) die „Bullen von Fuschl“. Diese Herde mit 14 überlebensgroßen Bullen gilt mit ihrer Länge von mehr als 22 Metern als die größte Bronzeplastik in Europa.
Pirkner ist ein Vertreter des Expressionismus. Zudem zeigen sich abstrahierende Tendenzen in seinen Arbeiten. Zu seinem Gesamtwerk zählen neben Skulpturen in Bronze, Kupfer und Silber auch Betonglasfenster, Glasplastiken und Glasreliefs.

## Auszeichnungen
- 1995: Verleihung des Berufstitels Professor h. c.
- 2001: Ehrenzeichen des Landes Tirol
- 2002: Ehrenring der Gemeinde Tristach
- 2007: Ehrenbürger der Gemeinde Tristach
- 2015: Großes Ehrenzeichen für Verdienste um die Republik Österreich[2]

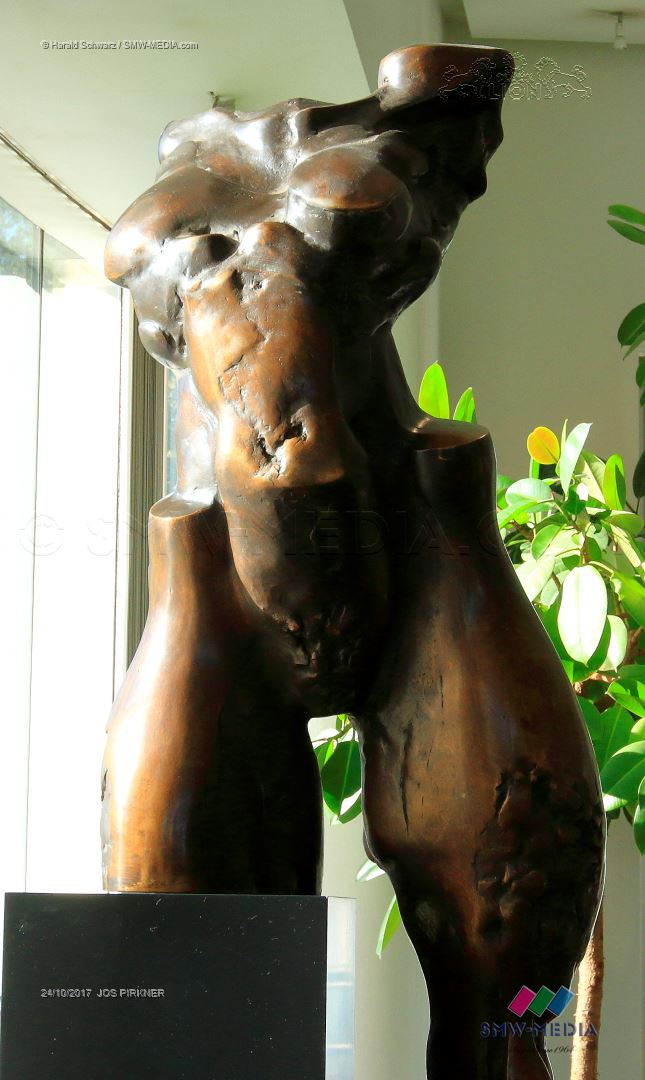

- 2018: Ritter des Silvesterordens[3]

## Ausstellungen (Auswahl)
| - 1962 Den Haag Novelle Image - 1970 Städtische Galerie Lienz - 1977 Krikhaar Amsterdam - 1977 Utrecht Kunstring - 1978 Baukunst Köln - 1980 Künstlerhaus Wien - 1981 Künstlerhaus Graz - 1983 Galleria Fra´Giocondo Verona - 1987 Galerie Pensa Basel - 1989 Galerie Wild Frankfurt - 1990 Galerie Zacke - 1991 Galerie "6" Aarau CH | - 1992 Galerie Angerer Tirol - 1992 Galerie Lenten NL - 1995 Dordrecht Galerie Compagnie - 1995 Kunst Wien - Museum für angewandte Kunst - 1995 Galerie Kenst Wien - 1996 Galerie Reindl Innsbruck - 1996 Hanak-Museum Langenzersdorf - 1997 Kunsthaus Rondula / Iselsberg - 2001 Biennale der Bildhauerkunst in Portobuffole` - 2003 Hangar-7 Eröffnung Salzburg - 2010 Hangar-7, Salzburg - 2014 Red Bull Headquarters, Fuschl am See |

## Publikationen
- mit Gert Ammann u. a.: Jos Pirkner. Menschen, Mythen, Monumente. Arbeiten aus fünf Jahrzehnten. Tyrolia-Verlag, Innsbruck Wien 1998, ISBN 3-7022-2120-4.
- mit Gert Ammann u. a.: Jos Pirkner. Material, Form und Raum. Festspielausstellung 2010 in Salzburg im Hangar-7, Collection Rolf Heyne, München 2010, ISBN 978-3-89910-472-1.
- Jos Pirkner: Die Bullen von Fuschl. Pantauro-Verlag, Salzburg 2014, ISBN 978-3-7105-0000-8.